# Тимидин
Тимидин  — пиримидиновый нуклеозид. Входит в состав ДНК.
В клеточной биологии используется для синхронизации клеток в S фазе митоза.
В настоящее время широко используется для синтеза антиретровирусного препарата азидотимидина (англ. azidothymidine, AZT).
Тимидин состоит из сахара пентозы дезоксирибозы и пиримидинового азотистого основания тимина.